# Selaginella protensa
Selaginella protensa är en mosslummerväxtart som beskrevs av Arthur Hugh Garfit Alston. Selaginella protensa ingår i släktet mosslumrar, och familjen mosslummerväxter. Inga underarter finns listade i Catalogue of Life.